# Campionati europei di atletica leggera 1934 - Salto in lungo
Il salto in lungo maschile ai campionati europei di atletica leggera 1934 si tenne l'8 settembre.

## Classifica finale
| Pos | Nome             | Nazione        | Misura | Note |
| --- | ---------------- | -------------- | ------ | ---- |
| 1   | Wilhelm Leichum  | Germania       | 7.45   | CR   |
| 2   | Otto Berg        | Norvegia       | 7.31   |      |
| 3   | Luz Long         | Germania       | 7.25   |      |
| 4   | Robert Paul      | Francia        | 7.16   |      |
| 5   | Arturo Maffei    | Italia         | 7.12   |      |
| 6   | Henrik Koltai    | Ungheria       | 7.01   |      |
| 7   | Jean Studer      | Svizzera       | 6.84   |      |
| 8   | Sándor Dombóvári | Ungheria       | 6.80   |      |
| 9   | Ingvard Andersen | Danimarca      | 6.75   |      |
| 10  | Eric Svensson    | Svezia         | 6.73   |      |
| 11  | Nikolai Küttis   | Estonia        | 6.71   |      |
| 12  | Henri Fejean     | Lussemburgo    | 6.62   |      |
| 13  | Francesco Tabai  | Italia         | 6.60   |      |
| 14  | Ludvík Kománek   | Cecoslovacchia | 6.47   |      |
| 15  | François Mersch  | Lussemburgo    | 6.38   |      |